# Un colpo perfetto
Un colpo perfetto (Flawless) è un film del 2007 diretto da Michael Radford, scritto da Edward Anderson e interpretato da Demi Moore e Michael Caine.

## Trama
Una reporter, che sta componendo un pezzo giornalistico su donne di diversa provenienza che rivestono o hanno rivestito varie posizioni di potere, incontra in un ristorante, per includerla nell'articolo, Laura Quinn, l'unica donna a essere stata una manager presso la London Diamonds Corporation, la più importante società mondiale nel settore dei diamanti; questa, in modo disinvolto, le mostra un grosso diamante di 168 carati dicendole di averlo rubato.
La storia si sposta con un flashback a Londra nei primi anni Sessanta. Mr. Hobbs è un uomo delle pulizie della società London Diamonds in procinto di andare in pensione e la suddetta Laura Quinn è una brillante e intelligente executive di tale società. Lei è la prima persona ad arrivare sul posto di lavoro ed è sempre l'ultima ad andare via, sacrificando la sua vita personale per l'azienda, e per questo non si è mai sposata. Nonostante abbia dimostrato negli anni la sua superiorità intellettuale rispetto ai suoi colleghi maschili, non ha mai ottenuto una promozione, essendo stata scavalcata professionalmente già sei volte solamente perché donna.
Hobbs approccia la sofisticata Miss Quinn proponendole il furto di alcuni diamanti contenuti nella cassaforte sotterranea. Miss Quinn sulle prime è incredula che l'uomo delle pulizie possa commettere un furto nel caveau più protetto d'Europa, ma questi spiega alla donna come sia venuto a conoscenza ormai da anni, proprio grazie al suo anonimo incarico, del luogo in cui il presidente della società nasconde ogni volta la combinazione della cassaforte. Inoltre Mr. Hobbs le comunica che ha saputo del suo prossimo licenziamento per mantenere segreto un accordo con l'Unione Sovietica da lei stessa proposto.
Fortemente risentita per la notizia del licenziamento, Miss Quinn si allea quindi con Mr. Hobbs anche perché quest'ultimo le promette che nessuno si accorgerà del furto dato che è sua intenzione appropriarsi solo dei diamanti che entrano nel suo thermos del caffè per un valore di 2 milioni di sterline da dividere a metà; in mezzo a un mucchio di due tonnellate di pietre preziose ci vorranno anni prima che i dipendenti della società si accorgano del furto. All'ultimo momento sembra che il progetto debba fallire perché vengono installate telecamere nel corridoio che porta al caveau e in altre sette postazioni. Tuttavia nel gabbiotto del custode solo quattro video vengono mostrati a ripetizione fissa e questo fa sì che ciascuna telecamera non sia visualizzata per un minuto a intervalli fissi. Quinn suggerisce a Hobbs di agire subito prima che la società aggiusti questo difetto; di fatto il colpo riesce, Hobbs mentre fa le pulizie durante la notte, armato di un cronometro riesce a percorrere con il suo carrello delle pulizie il corridoio del caveau nel minuto di oscuramento e a entrare nel luogo in cui sono custoditi  i diamanti. Al mattino, mentre Quinn torna al lavoro, Hobbs esce con il suo thermos presumibilmente riempito con i diamanti.
A questo punto, arriva il colpo di scena; aprendo il caveau gli impiegati scoprono che tutti i diamanti (2 tonnellate) sono scomparsi, senza che vi sia alcuna spiegazione, essendo le pareti intatte. A questo punto Miss Quinn è presa dal panico ma Mr. Hobbs la tranquillizza dicendo che questo era il suo piano originario. Miss Quinn si rende quindi conto di come non sia l'avidità di denaro il motivo principale del colpo ideato da Mr. Hobbs, il quale chiede alla London Diamonds in forma anonima un riscatto di 100 milioni di sterline per poter recuperare i diamanti.
Le implicazioni di un simile ammanco, se reso pubblico, sarebbero tali da avere ripercussioni a livello mondiale, facendo tremare istituzioni finanziarie e assicurazioni. La notizia viene fatta trapelare da uno degli assicuratori nel tentativo di dilazionare il pagamento del rimborso e alla vista dei giornalisti il presidente viene colpito da infarto. Scoperto, il capo della società assicurativa Sinclair si suicida con un colpo di pistola.
Precedentemente Miss Quinn, tallonata da Mr. Finch, l'ispettore responsabile delle indagini che la sospetta, scoprirà quasi per caso come Mr. Hobbs da solo sia riuscito a rubare l'enorme quantità di diamanti. Allorché un orecchino le cade nel lavandino della toilette aziendale, la donna per recuperarlo smonta il sifone sottostante e le appare un piccolo diamante rimasto lì: evidentemente Mr. Hobbs, che in precedenza era un esperto idraulico, ha gettato i diamanti negli scarichi mandandoli a finire nelle fogne cittadine.
Miss Quinn si intrufola quindi nei meandri delle fogne sottostanti la società, ma qui incontra Mr. Hobbs, il quale minacciandola con una pistola rivelatasi poi scarica, le fa attendere la scadenza dell'ora del riscatto richiesto. Nell'attesa, le rivela che il colpo, che stava meditando da più di quindici anni, non era per ricavare denaro ma per vendicare la morte di sua moglie ammalatasi di cancro. Infatti, la moglie non si era potuta curare a causa di un prestito finanziario che la società che assicura la London Diamonds gli aveva rifiutato per decisione proprio di Sinclair, il capo assicuratore della società che, proprio nel momento in cui Hobbs fa le rivelazioni a Quinn, si suicida. Rivive infine le fasi dell'azione in cui Hobbs aveva fatto più volte il percorso caveau-bagno dopo aver riempito ogni volta con i diamanti il bidone della spazzatura nel suo carrello scaricandoli poi negli scarichi del bagno. Scaduto il termine, l'uomo scompare nei corridoi sotterranei delle fogne, mentre Miss Quinn scopre il punto in cui i diamanti scaricati si sono ammucchiati. Prima di avvertire della scoperta i dirigenti della London Diamonds, si appropria di un diamante "per vanità".
Miss Quinn verrà infatti scagionata da ogni sospetto e riceverà mesi dopo, da parte di una banca svizzera, un bonifico di 100 milioni di sterline su un conto cifrato a lei intestato:
Mr. Hobbs le ha dato generosamente tutto il ricavato del colpo, essendo ormai vecchio e soddisfatto della sua vendetta.
Nuovamente scavalcata nelle promozioni, Miss Quinn si licenzierà dalla London Diamonds e trascorrerà il resto della sua vita in giro per il mondo, donando l'immensa somma di denaro a diverse organizzazioni di ricerca sul cancro e in beneficenza nei paesi africani, in particolare nelle regioni dell'estrazione dei diamanti.

## Distribuzione
La prima cinematografica è avvenuta l'11 febbraio 2007 in Germania, uscendo poi negli Stati Uniti in versione limitata il 28 marzo 2008. In Italia, il film è stato trasmesso direttamente in televisione il 19 giugno 2011 da Rai 4.

## Accoglienza

### Incassi
La pellicola ha incassato circa 6 milioni di dollari a fronte di un budget di 20 milioni.

### Critica
Su Rotten Tomatoes il film ha ricevuto recensioni positive da parte del 56% dei critici, sulla base di 95 recensioni. Su Metacritic il film ha avuto un punteggio medio di 57 su 100, basato su 21 recensioni.